# Thomas Balzer
 Thomas Balzer (* 1959 in Stuttgart) ist ein deutscher Dokumentarfilmer und Fernsehjournalist.

## Leben
Er studierte von 1978 bis 1983 an der Staatliche Akademie der Bildenden Künste Stuttgart. Ab 1982 veröffentlichte er Videoarbeiten u. a. in Infermental, ZKM und n.b.k. Fernseharbeiten ab 1984.

## Werk
1984 erste Fernseharbeit für das Das Kleine Fernsehspiel des ZDF. Balzer experimentiert in den folgenden Jahren mit der Erweiterung narrativer Darstellungsformen im Bereich Video und Videoinstallationen. Sein zweites Kleines Fernsehspiel „Einsdreißig – die Arbeit mit der Nachricht“ (1987) hinterfragt mit den Methoden des Dokumentarfilms den Umgang mit Nachrichten und deren Vermittlung im deutschen Fernsehen. 1989 entsteht als Studioproduktion für das ZDF die 90-minütige Videoarbeit „Wüsten“. 1991, wieder für die Redaktion Das Kleine Fernsehspiel des ZDF der Dokumentarfilm Amadeu Antonio über eines der ersten Opfer rechtsradikaler Gewalt im wiedervereinigten Deutschland. Immer wieder beschäftigt er sich in den darauffolgenden Jahren in seinen Filmen mit den unterschiedlichen Lebenswelten in Ost- und Westdeutschland. Unter anderem mit dem Erstarken der Rechten vor allem in den neuen Bundesländern.
Ab 1992 Themenabende und Fernsehexperimente für arte. Für einen Ausflug in die Welt des privaten Fernsehens erhält Balzer für die sat.1 Reportage „Sprechstunde für Obdachlose.“ in der Kategorie „Beste Dokumentation“, den Telestar 1998.
In zahlreichen Reportagen und Dokumentarfilmen befasst sich Balzer mit Themen der Stadtentwicklung Berlins, ab 2006 bis 2020 mit einem besonderen Schwerpunkt auf die Entstehungsgeschichte des neuen Berliner Flughafens BER.
Ab 2021 dokumentiert Balzer die städtebaulichen Veränderungen am Berliner Alexanderplatz. In bislang drei Filmen unter dem Titel „Baustelle Alexanderplatz“ beleuchtet er die politischen und gesellschaftlichen Prozesse, die hinter den umfassenden Umbau- und Neugestaltungsmaßnahmen stehen. Er setzt sich dabei kritisch mit den Herausforderungen und Konflikten auseinander, die mit der Umgestaltung des historischen Platzes einhergehen, wie etwa den Spannungen zwischen Denkmalschutz, kommerzieller Nutzung und öffentlichem Raum. Mit dieser Arbeit knüpft Balzer an seine früheren Projekte zur Stadtentwicklung Berlins an und dokumentiert die sich ständig verändernde urbane Landschaft der Hauptstadt.

## Filme (Auswahl)
- 1987: Einsdreißig – Die Arbeit mit der Nachricht
- 1990: Wüsten
- 1992: Amadeu Antonio
- 1995: Gendarmes et Voleurs
- 1999: Stay tuned
- 2000: Überleben in Eberswalde
- 2001: Die totalste Loveparade – Love Parade du Siecle
- 2008: Krieg im Kopf – Rückkehr aus Afghanistan
- 2010: Schönefeld hebt ab
- 2012: Fehlstart in Schönefeld – Flughafenpleite in Berlin-Brandenburg
- 2016: Puhdys – ein Leben für die Rockmusik
- 2016: ICC. Ein UFO im Wartestand
- 2017: Wem gehört Potsdams Mitte?
- 2018: Wowereit – War das gut so?
- 2019: U-Bahn unterm Sternenhimmel
- 2020: Letzter Aufruf BER – der lange Weg zum Berliner Flughafen
- 2022: Baustart am Alexanderplatz
- 2023: Baustelle Alexanderplatz | Tücken des Untergrunds[9]
- 2024: Baustelle Alexanderplatz | Bauzäune für die Ewigkeit?[10]